# Carbonea
Carbonea (Hertel) Hertel  (węgliczek) – rodzaj grzybów z rodziny misecznicowatych (Lecanoraceae). Niektóre gatunki zaliczane są do grzybów naporostowych, niektóre ze względu na współżycie z glonami do porostów.

## Systematyka i nazewnictwo
Pozycja w klasyfikacji według Index Fungorum: Lecanoraceae, Lecanorales, Lecanoromycetidae, Lecanoromycetes, Pezizomycotina, Ascomycota, Fungi.
Po raz pierwszy takson ten zdiagnozował w 1967 r. Hannes Hertel nadając mu nazwę Lecidea subgen. carbonea. Tenże sam autor w 1983 r. przeniósł go do rodzaju Carbonea, nadając mu obecną, uznaną przez Index Fungorum nazwę.
Nazwa polska według opracowania W. Fałtynowicza.

## Gatunki występujące w Polsce
- Carbonea aggregantula (Müll. Arg.) Diederich & Triebel 2003 – węgliczek skupiony
- Carbonea atronivea (Arnold) Hertel 1983 – węgliczek czarnobiały
- Carbonea supersparsa (Nyl.) Hertel 1983 – węgliczek diabelski
- Carbonea vitellinaria (Nyl.) Hertel 1983 – węgliczek liszajecznikowy
- Carbonea vorticosa (Flörke) Hertel 1983 – węgliczek czarny

Nazwy naukowe na podstawie Index Fungorum. Nazwy polskie według checklist W. Fałtynowicza.